# (4458) Oizumi
(4458) Oizumi es un asteroide perteneciente al cinturón de asteroides, descubierto el 21 de enero de 1990 por Yoshio Kushida y el también astrónomo Osamu Muramatsu desde el Yatsugatake-Kobuchizawa Observatory, Japón.

## Designación y nombre
Designado provisionalmente como 1990 BY. Fue nombrado Oizumi en homenaje al municipio japonés de Ōizumi donde se encuentra situado el observatorio desde el que se realizó el descubrimiento.

## Características orbitales
Oizumi está situado a una distancia media del Sol de 2,441 ua, pudiendo alejarse hasta 2,808 ua y acercarse hasta 2,075 ua. Su excentricidad es 0,150 y la inclinación orbital 4,297 grados. Emplea 1393 días en completar una órbita alrededor del Sol.

## Características físicas
La magnitud absoluta de Oizumi es 13,3. Tiene 11,651 km de diámetro y su albedo se estima en 0,057.